# Juma
Juma är ett mansnamn med arabiskt ursprung. Det uttalas oftast som "joma". Det fanns år 2008 46 män som hade Juma som förnamn i Sverige, varav 21 stycken som tilltalsnamn.